# Списак појмова везаних уз Средњу земљу
|  |  |  |  |  |  |  |  |  |  |  |  |  |  |  |  |  |  |  |  |  |  |  |  |  |  |  |  |  |  |

## А
- Адорн
- Адрахил
- Адурант
- Аиглос
- Аигнор
- Аирин
- Агларонд
- Аинури
- Алдор Стари
- Алквалонде
- Аман
- Ангмар
- Ангрод
- Андуин
- Анкалагон
- Анфалас
- Апанонар
- Арагорн I
- Арагорн II
- Аратари
- Аргонати
- Арда (Толкин)
- Аријена
- Арменелос
- Арнор
- Аруена
- Асеа Аранион
- Атанатари
- Атани
- Ателас
- Ауле
- Авалоне
- Авари
- Аватар
- Азагал
- Азанулбизар
- Азог
- Араман

## Б
- Балар
- Балин
- Балкоти
- Балрози
- Банакили
- Барад-дур
- Бард Луконосац
- Бардинзи
- Бела кула
- Белаини
- Белегаир
- Белегост
- Беле Планине
- Белеријанд
- Беорн
- Беорнинзи
- Берен
- Бифур
- Билбо Багинс
- Бофур
- Болг
- Бомбур
- Боромир
- Брђани
- Брегови Ветрова
- Брендивајн
- Бретил
- Брзозрак
- Бри

## В
- Ваире
- Валари
- Валараукари
- Валимар
- Валинор
- Вампири
- Вана
- Ванјари
- Варда
- Вардаријана
- Варге
- Варјази
- Ватрени змајеви
- Вечносет
- Велики народ
- Вешала-трава
- Вешци
- Вештац-краљ
- Вилењаци
- Вилењаци Светла
- Вилењаци шуме
- Вилин-ковачи
- Вилварин
- Високородни вилењаци
- Витограна
- Војска Сени
- Вози
- Вране
- Врбе
- Витивиндл
- Вучјаци
- Вукодлаци
- |Вукови

## Г
- Галадрими
- Галадријела
- Галенас
- Гандалф
- Гаурот
- Гавранбрдо
- Гавранови
- Гелион
- Ган-бури-Ган
- Гимли
- Гладенска Поља
- Гламхот
- Глаурунг
- Глоин
- Глорфиндел
- Гоблини
- Голум
- Голодрими
- Гондолин
- Гондор
- Гондорани
- Гонхирими
- Горбат
- Горгорот
- Горгун
- Готмог
- Говеда Арауова
- Говорници
- Гришнак
- Гваихир
- Гваит-и-Мирдаин
- Гвоздена Брда
- Гвоздене Планине

## Д
- Дагорлад
- Даин I
- Даин II
- Денетор I
- Денетор II
- Диор
- Дивљи Људи
- Дол
- Дол Амрот
- Дол Гулдур
- Дори
- Доријат
- Дорвиниони
- Драуглуин
- Дроздови
- Друаданска шума
- Друедаини
- Другорођени
- Дрвеће Валара
- Дрвобради
- Дубокоумни Вилењаци
- Дулин
- Думбледори
- Дунедаини
- Дунхароу
- Дунлендинзи
- Дурин I
- Дурин II
- Дурин III
- Дурин IV
- Дурин V
- Дурин VI
- Дурин VII
- Двалин
- Двимерлаик

## Е
- Еа
- Еарендил
- Едаини
- Едхил
- Едорас
- Еглат
- Екаја
- Еланор
- Елдалије
- Елдамар
- Елдари
- Елендил
- Елендили
- Еладан
- Елрохир
- Елронд
- Елрос
- Елве Синголо
- Елвинга
- Енгвар
- Енти
- Ентшума
- Еомер
- Еонве
- Еорл
- Еорлинзи
- Еотеоди
- Еребор
- Ерегион
- Еред Ветрин
- Еред Луин
- Еред Нимраис
- Ерјадор
- Ерухини
- Есте
- Езгарот

## Ж
- Жене-реке

## З
- Зачарана Острва
- Западни Вилењаци
- Западног-човека-трава
- Зелени Вилењаци
- Зеленшума Велика
- Зирак-Зигил
- Златозрна
- Змајеви
- Зујорози

## И
- Илмаре
- Илмарин
- Имрахил
- Ингве
- Ирк
- Истари
- Источни Вилењаци
- Источњаци
- Изенгард
- Изилдур

## Ј
- Јахачи Вукова
- Јавана
- Јаванамире
- Језеро Мртвих Лица
- Језерски Људи
- Јужњаци

## К
- Каир Андрос
- Калакирија
- Калаквенди
- Камул
- Канд
- Карас Галадон
- Кархарот
- Казад
- Казад-Дум
- Келеборн
- Келебрант
- Келебријана
- Келебримбор
- Келвари
- Керин Амрот
- Кирдан
- Кили
- Киринки
- Кирит Горгор
- Кирит Унгол
- Коловосци
- Коњи
- Корњача-риба
- Корсари Умбара
- Краљолист
- Кракен
- Кребаин
- Крилате Звери
- Крвовране
- Куд-дукан
- Кулумалда
- Квенди

## Л
- Лабудови Улмоа
- Лаиквенди
- Лаирелосе
- Ландровал
- Лауринкве
- Леголас
- Линдар
- Линдон
- Листопрам
- Лисуин
- Ломелинди
- Лорелин
- Лоријен
- Лосоти
- Лотлоријен
- Лутијена

## Љ
- Људи

## М
- Маглене Планине
- Мајари
- Мали Народ
- Малорн
- Малос
- Мандос
- Манве
- Меари
- Медузелд
- Мелијана Маја
- Мелкор
- Менегрот
- Менелтарма
- Мерјадок Брендибак
- Мим
- Минас Анор
- Минас Итил
- Минас Тирит
- Минас Моргул
- Минас Тирит (Прво раздобље)
- Мјаукала
- Морвена
- Мордор
- Моргот
- Морија
- Мориквенди
- Морски Вилењаци
- Мрачни Вилењаци
- Мрка Шума
- Мртви Људи Дунхароуа
- Мртве Баруштине
- Мумакили
- Муве од Мордора

## Н
- Нахар
- Нандори
- Нарготронд
- Наугрими
- Назгули
- Нелдорет
- Несамелда
- Неумируће Земље
- Нијена
- Нифредил
- Никербрикери
- Нимбретил
- Нимродела
- Ногрод
- Ноигит Нибин
- Нолдори
- Номин
- Нори
- Нуменор
- Нуменорејци
- Нурн

## О
- Огхор-Хаи
- Оиолаире
- Оин
- Округ
- Олифанти
- Олог-Хаи
- Олвари
- Олве
- Онодрими
- Орци
- Ори
- Орлови
- Орокарни
- Ородруин
- Ороме
- Ортанк
- Осматрачи (Средња Земља)
- Осе
- Осиријанд
- Ост-ин-Едил
- Озгилијат

## П
- Патуљци
- Пауци
- Пеларгир
- Пеленорска Поља
- Пелори
- Пепељасте Планине
- Перијанат
- Перегрин Тук
- Планине Бели Рог
- Планине Одјека
- Планина Усуда
- Плаве Планине
- Полу-Орци
- Полушани
- Понији
- Прозор Сунчевог заласка
- Прворођени
- Пукел-Људи

## Р
- Радагаст
- Раурос
- Редгбаг
- Регион
- Ривендал
- Рогбург
- Рогин
- Рохан
- Рохерин
- Рохирими
- Рованион
- Рун

## С
- Сабласти Мртвих Баруштина
- Саруман
- Саурон
- Семвајс Гемџи
- Сенко
- Сеновите Планине
- Серегон
- Северњаци
- Симбелмине
- Синдари
- Сирион
- Ситни Патуљци
- Сиве Луке
- Сиве Планине
- Сиви Вилењаци
- Ската Црв
- Скожокор
- Слепи Мишеви
- Снага
- Снежна Грива
- Снежни Људи
- Спрудови Хумки
- Средња Земља
- Стури
- Створења Хумки
- Свертинзи
- Светао Народ
- Светли Вилењаци

## Т
- Тангородрим
- Таниквеласе
- Таникветил
- Тарелдари
- Тарк
- Тасарион
- Телери
- Телконтари
- Теоден
- Тилион
- Тиндомерел
- Тингол
- Тинувјела
- Тирион
- Тол Ересеја
- Тол Морвена
- Тол Сирион
- Том Бомбадил
- Торин I
- Торин II
- Торин III
- Торбин Крај
- Торондор
- Торози
- Траин I
- Траин II
- Трава-за-лулу
- Трње Мордора
- Тролови
- Тролчестар
- Турингветил
- Тулкас
- Туор
- Тургон
- Турин Турамбар

## У
- Углук
- Уилос
- Уинен
- Улаири
- Улмо
- Умбар
- Умањари
- Унголијант
- Уруци
- Урук-Хаи
- Урулоки
- Утваре Прстена

## Ф
- Фалас
- Фалатрими
- Фалмари
- Фангорн
- Фангорн Шума
- Фарамир
- Фаститокалон
- Феанор
- Фелароф
- Фили
- Финарфин
- Финдуилас
- Финголфин
- Фингон
- Финрод Фелагунд
- Финве
- Фиримар
- Фолохајди
- Форгоил
- Форменос
- Форност
- Форохел
- Фородвајт
- Фродо Багинс

## Х
- Харад
- Харадрими
- Хелм
- Хелмов Понор
- Хилдор
- Хладни Змајеви
- Хобити
- Хобгоблини
- Хобитон
- Холбитлан
- Хуан Вучјак
- Хуорни
- Хурин

## Ц
- Црни Нуменорејци
- Црни Јахачи
- Црнопути Људи
- Црви
- Црвјезик
- Црволоци

## Ч
- Чаробњаци

## Џ
- Џинови

## Ш
- Шаграт
- Шелоба
- Шмауг
- Шумари Итилијена
- Шумари Севера
- Шумски Људи
- Шумски Вилењаци